# Westernmost Rocks
Westernmost Rocks är en kulle i Antarktis. Den ligger i Östantarktis. Australien gör anspråk på området. Toppen på Westernmost Rocks är 63 meter över havet.
Terrängen runt Westernmost Rocks är kuperad söderut, men österut är den platt. Havet är nära Westernmost Rocks åt nordväst. Trakten är obefolkad. Det finns inga samhällen i närheten.